# Story of Seasons
Story of Seasons (牧場物語, Bokujō Monogatari, lit. "Histórias da fazenda" ou em inglês "Histórias das estações") é uma série de simulação de fazendas e RPG criado originalmente por Yasuhiro Wada. O jogo, inicialmente contava a história de um garoto que perdeu seu avô, e que ele havia lhe deixado como herança, uma fazenda. Atualmente as histórias e o enredo do jogo são muito mais elaboradas e em toda nova versão, há novas ideias e histórias a serem tratadas. A jogabilidade da série gira em torno da administração de um fazenda, bem como formar laços de amizade e amor com os personagens (NPC's). Ordenhar vacas, tosar ovelhas, recolher ovos, pescar, plantar e colher são parte da temática do jogo. A série Story of Seasons  está presente em várias plataformas, desde o Super Nintendo ao Nintendo 3DS. O primeiro jogo da série foi lançado para o Super Nintendo em 1997. Harvest Moon começou a ficar mais conhecido na América com a chegada de Harvest Moon: Back to Nature, considerado por muitos fãs, o melhor jogo da série.
Embora Harvest Moon continue recebendo novos lançamentos, atualmente os jogos da série não são relacionados à franquia original Bokujō Monogatari. Como em 2014 a Marvelous encerrou seu contrato com a Natsume, que até então era detentora dos direitos da série e dona do título "Harvest Moon" usado no mercado ocidental, houve a necessidade de mudar o título da série no ocidente nos lançamentos seguintes. Os novos Bokujō Monogatari, agora localizados pela XSEED Games, receberam o novo título Story of Seasons quando lançados nos mercados americanos e europeu. Enquanto isso, a Natsume prosseguiu utilizando o nome Harvest Moon em seus novos jogos, produzidos pela própria empresa utilizando mecânicas conhecidas da série Bokujo Monogatari.

## Jogos
| Título                                     | Data de Lançamento      | Plataformas                      |
| ------------------------------------------ | ----------------------- | -------------------------------- |
| Harvest Moon                               | 9 de agosto de 1996     | Super Nintendo                   |
| Harvest Moon GB                            | 18 de dezembro de 1997  | Game Boy, Game Boy Color         |
| Harvest Moon 64                            | 5 de fevereiro de 1999  | Nintendo 64, Wii U               |
| Harvest Moon 2 GBC                         | 6 de agosto de 1999     | Game Boy Color                   |
| Harvest Moon: Back to Nature               | 16 de dezembro de 1999  | PSX, PS3, PSP, PS VITA           |
| Harvest Moon 3 GBC                         | 28 de setembro de 2000  | Game Boy Color                   |
| Harvest Moon: Save the Homeland            | 5 de julho de 2001      | PS2, PS3, PS4                    |
| Harvest Moon: Friends of Mineral Town      | 18 de abril de 2003     | Game Boy, Wii U                  |
| Harvest Moon: A Wonderful Life             | 12 de setembro de 2003  | PS2, PS3, PS4, Nintendo GameCube |
| Harvest Moon: More Friends of Mineral Town | 18 de abril de 2003     | Game Boy, Wii U                  |
| Harvest Moon: Another Wonderful Life       | 16 de março de 2004     | Nintendo GameCube, PS2           |
| Harvest Moon: Magical Melody               | --                      | GameCube, Wii                    |
| Harvest Moon: A New Life                   | --                      | --                               |
| Harvest Moon DS                            | 22 de março de 2005     | Nintendo DS                      |
| Harvest Moon DS Cute                       | 22 de março de 2005     | Nintendo DS                      |
| Harvest Moon: Island of Happiness          | 1 de fevereiro de 2007  | Nintendo DS                      |
| Harvest Moon: Tree of Tranquility          | 7 de junho de 2007      | Wii                              |
| Harvest Moon: Sunshine Islands             | 12 de novembro de 2009  | Nintendo DS                      |
| Harvest Moon Online                        | --                      | PS3, XBOX 360, PC                |
| Harvest Moon: Animal Parade                | 30 de outubro de 2008   | Nintendo Wii                     |
| Harvest Moon: Grand Bazaar                 | --                      | --                               |
| Harvest Moon: The Tale of Two Towns        | 8 de julho de 2010      | Nintendo DS, Nintendo 3DS        |
| Harvest Moon: A New Beginning              | 20 de setembro de 2013  | Nintendo 3DS                     |
| Story of Seasons                           | 27 de fevereiro de 2014 | Nintendo 3DS                     |
| Story of Seasons: Trio of Towns            | 23 de maio de 2016      | Nintendo 3DS                     |
| STORY OF SEASONS: Friends of Mineral Town  | 14 de julho de 2020     | Nintendo Switch, PC              |

## Spin-off
- Innocent Life: A Futuristic Harvest Moon - 27 de abril de 2006 - PSP | PS VITA | PS2
- Harvest Moon: Frantic Farming
- Puzzle de Harvest Moon
- Rune Factory: A Fantasy of Harvest Moon
- Rune Factory 2: A Fantasy of Harvest Moon
- Rune Factory 3: A Fantasy of Harvest Moon
- Rune Factory Frontier
- Rune Factory Oceans (Lançado com o título de Rune Factory Tides of Destiny nas Américas)
- Rune Factory 4
- Rune Factory 4 Special
- Doraemon: Nobita no Bokujou Monogatari
- Rune Factory 5

A série Rune Factory é um RPG e é completamente diferente da série Harvest Moon, sem perder a essência da vida rural. Em Rune Factory é possível batalhar, capturar e cuidar de monstros e plantas. Há ainda a possibilidade de interação com bruxas, elfos, e sacerdotes. O jogo é todo ambientado no mundo RPG, permanecendo com a tradicional sistemática de Harvest Moon de plantar e colher.